# Operation Dynamo

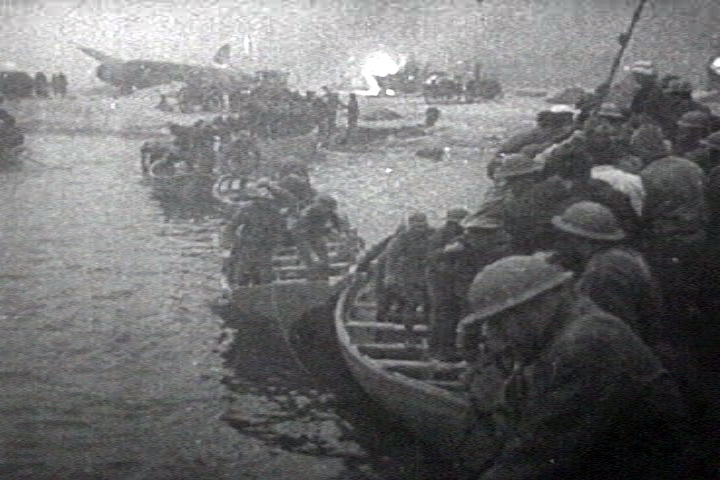
Evakueringen vid Dunkerque.

Operation Dynamo var kodnamnet för evakueringen av den brittiska expeditionskåren vid Dunkerque i skiftet mellan maj och juni 1940. I och med att de tyska styrkorna den 26 maj lyckats tränga fram till Calais och därmed skära av de allierade trupperna i Belgien så blev de inringade styrkornas situation ohållbar och de enda alternativen var att kapitulera eller evakuera.
Man uppbringade alla former av flytetyg på den engelska sidan och allt från lastfartyg till nöjesbåtar deltog i evakueringen. Överskeppningarna skedde uteslutande nattetid från hamnen i Dunkerque. En mindre andel soldater fraktades med hjälp av fritidsbåtar, fiskebåtar och livbåtar från stränderna runt staden ut till väntande lastfartyg som transporterade trupperna till engelska hamnar. Som mest lyckades man skeppa över ungefär 50 000 till 60 000 man per natt. Totalt evakuerades 338 226 brittiska och franska soldater.

## Resultat
| Datum  | Stränderna | Hamnen  | Totalt  |
| ------ | ---------- | ------- | ------- |
| 27 maj | –          | 7 669   | 7 669   |
| 28 maj | 5 390      | 11 874  | 17 804  |
| 29 maj | 13 752     | 33 558  | 47 310  |
| 30 maj | 29 512     | 24 311  | 53 823  |
| 31 maj | 22 942     | 45 072  | 68 014  |
| 1 juni | 17 348     | 47 081  | 64 429  |
| 2 juni | 6 695      | 19 561  | 26 256  |
| 3 juni | 1 870      | 24 876  | 26 746  |
| 4 juni | 622        | 25 553  | 26 175  |
| Totalt | 98 671     | 239 555 | 338 226 |

Trots att hela operationen var en reträtt får den i huvudsak betraktas som en lyckad sådan. De positiva effekterna på det engelska folkets stridsmoral, genom den lyckade evakueringen, kan knappast överskattas. Somliga bedömare hävdar att vid en eventuell förlust av expeditionskåren hade England troligen accepterat en separatfred med Tyskland. Cirka 200 fartyg och båtar sänktes under evakueringen däribland sex brittiska och tre franska jagare. Royal Air Force förlorade 177 flygplan jämfört med 132 stycken för Luftwaffe. Alla civila fartyg som deltog i operation Dynamo får än i dag föra Sankt Georgsflaggan på gösstake som hederstecken, vilket är olagligt för andra civila fartyg då det är befälstecknet för en flottamiral.

## Operation Dynamo i populärkulturen
- The Big Pick-Up, brittisk novell från 1955 av Elleston Trevor [2]
- Dunkerque – helvetesstranden, brittisk film från 1958 [3]
- Dunkirk, brittisk film från 2017 [4]